# Emre Can (piłkarz)
Emre Can (tur. wym. [ˈɛmrɛ ˈd͡ʒɑn], ur. 12 stycznia 1994 we Frankfurcie nad Menem) – niemiecki piłkarz tureckiego pochodzenia występujący na pozycji pomocnika w niemieckim klubie Borussia Dortmund oraz w reprezentacji Niemiec. Uczestnik Mistrzostw Europy 2016 oraz 2020.

## Kariera klubowa

### Bayern Monachium
Can rozpoczął swoją karierę w klubie SV Blau-Gelb Frankfurt, skąd latem 2006 roku przeniósł się do Eintrachtu Frankfurt. Trzy lata później został zawodnikiem Bayernu Monachium, gdzie początkowo występował tylko w zespołach młodzieżowych. Przed 2011/12 został przesunięty do drużyny rezerw, w której zadebiutował 27 sierpnia 2011 roku, wychodząc w podstawowym składzie na wygrane 2:1 ligowe spotkanie z SV Waldhof Mannheim. 4 maja 2012 roku podczas zremisowanego 1:1 meczu z SC Pfullendorf zdobył swoją pierwszą bramkę w barwach drugiej drużyny. W sumie sezon zakończył z dorobkiem 17 spotkań i 1 bramki, zaś w kolejnych rozgrywkach wystąpił 14 razy, zdobywając przy tym 2 gole.
26 lutego 2012 roku po raz pierwszy usiadł na ławce rezerwowych podczas spotkania pierwszego zespołu, który wygrał wówczas 2:0 z FC Schalke 04. Na debiut czekał do 12 sierpnia 2012 roku, gdy wyszedł w podstawowym składzie na wygrane 2:1 spotkanie Superpucharu Niemiec z Borussią Dortmund. 13 kwietnia 2013 roku zadebiutował w rozgrywkach Bundesligi, wychodząc w podstawowym składzie na wygrany 4:0 mecz z 1. FC Nürnberg. Dwa tygodnie później podczas wygranego 1:0 spotkania z SC Freiburg zdobył swoją premierową bramkę dla pierwszej drużyny, pokonując w 35. minucie Olivera Baumanna. Ostatecznie Bayern zakończył rozgrywki ligowe na pierwszym miejscu, zdobywając przy okazji puchar i superpuchar kraju oraz zwyciężając w rozgrywkach Ligi Mistrzów. Sam Can wystąpił ogólnie w 17 meczach, w których zdobył 1 gola.

### Bayer Leverkusen
Latem 2013 roku Can trafił do Bayeru 04 Leverkusen, z którym podpisał czteroletni kontrakt. W nowych barwach zadebiutował 31 sierpnia 2013 roku podczas przegranego 0:2 meczu z Schalke 04, zmieniając w 80. minucie Stefana Reinartza. 17 września rozegrał swoje pierwsze spotkanie w Lidze Mistrzów, wychodząc w podstawowym składzie na przegrane 2:4 spotkanie fazy grupowej z angielskim Manchesterem United. 26 października zdobył swoją pierwszą bramkę dla Bayeru w 83. minucie wygranego 2:1 meczu z Augsburgiem. Później strzelał gole także w wygranym 3:1 drugim spotkaniu z Augsburgiem i wygranym 2:0 meczu z Eintrachtem Frankfurt, a także w wygranym 2:1 spotkaniu ćwierćfinałowym Pucharu Niemiec z Freiburgiem. 12 marca 2014 roku podczas rewanżowego meczu ćwierćfinałowego Ligi Mistrzów z francuskim Paris Saint-Germain został wyrzucony z boiska z powodu dwóch żółtych kartek, zaś Bayer przegrał 1:2. Klub zakończył rozgrywki Bundesligi na 4. miejscu, a Can w przekroju całego sezonu rozegrał 39 spotkań i zdobył 4 bramki.

### Liverpool
Na początku czerwca 2014 roku oficjalnie poinformowano, że angielski Liverpool aktywował zawartą w kontrakcie Cana klauzulę wykupu i osiągnął porozumienie z Bayerem w kwestii transferu.

### Juventus
21 czerwca 2018 roku, Can trafił do włoskiego Juventusu na zasadzie wolnego transferu.

### Borussia Dortmund
31 stycznia 2020 roku, przeszedł do niemieckiego klubu Borussia Dortmund na zasadzie wypożyczenia. 1 lipca 2020 roku po dobrych występach oficjalnie dołączył do klubu. 
8 lutego zadebiutował w barwach Dortmundu, zdobywając także gola w przegranym 4–3 wyjazdowym meczu ze swoim starym klubem Bayerem Leverkusen. Tego samego dnia umowa została przedłużona na stałe na czteroletni kontrakt wart 25 milionów euro, przy zachowaniu wygaśnięcia wypożyczenia na koniec sezonu 2019–2020. 
Podczas ćwierćfinałów Ligi Mistrzów w sezonie 2020–2021 przeciwko Manchesterowi City, jego podanie zostało przechwycone w środku boiska, co doprowadziło do pierwszej bramki. Spotkanie końcowo zakończyło się porażką Dortmundu 2:1. W drugim meczu został ukarany za zagranie piłką ręką, mecz ponownie zakończył się porażką 1-2, a Borussia odpadła z rozgrywek

## Kariera reprezentacyjna
Can, dzięki swojemu pochodzeniu, uprawniony był do gry zarówno w barwach Niemiec, jak i Turcji. Ostatecznie zdecydował się jednak na wybór tego pierwszego kraju, reprezentując go na różnych szczeblach wiekowych. W 2011 roku był kapitanem reprezentacji Niemiec do lat 17, która zajęła 3. miejsce na młodzieżowych Mistrzostwach Świata. W 2013 roku znalazł się w składzie kadry do lat 21 na młodzieżowe Mistrzostwa Europy.
W seniorskiej reprezentacji Niemiec zadebiutował 4 września 2015 w wygranym 3:1 meczu z Polską.
12 czerwca 2024 został powołany na Euro 2024 w miejsce Aleksandara Pavlovicia, który opuścił zgrupowanie z powodu choroby.

## Statystyki kariery
Aktualne na dzień 23 czerwca 2025 r.
| 2011/12            | Bayern Monachium II | Regionalliga       | 17  | 1  | —  | — | —  | — | —  | — | 17  | 1  |
| 2012/13            | Bayern Monachium II | Regionalliga       | 14  | 2  | —  | — | —  | — | —  | — | 14  | 2  |
| 2012/13            | Bayern Monachium    | Bundesliga         | 4   | 1  | 2  | 0 | —  | — | 0  | 0 | 7   | 1  |
| 2013/14            | Bayer 04 Leverkusen | Bundesliga         | 29  | 3  | 3  | 1 | —  | — | 7  | 0 | 39  | 4  |
| 2014/15            | Liverpool           | Premier League     | 27  | 1  | 6  | 0 | 3  | 0 | 4  | 0 | 40  | 1  |
| 2015/16            | Liverpool           | Premier League     | 30  | 1  | 0  | 0 | 5  | 0 | 14 | 1 | 49  | 2  |
| 2016/17            | Liverpool           | Premier League     | 32  | 5  | 2  | 0 | 6  | 0 | —  | — | 40  | 5  |
| 2017/18            | Liverpool           | Premier League     | 26  | 3  | 2  | 0 | 0  | 0 | 9  | 3 | 37  | 6  |
| 2018/19            | Juventus            | Serie A            | 29  | 4  | 1  | 0 | —  | — | 6  | 0 | 37  | 4  |
| 2019/20            | Juventus            | Serie A            | 8   | 0  | 0  | 0 | —  | — | 0  | 0 | 8   | 0  |
| 2019/20            | Borussia Dortmund   | Bundesliga         | 12  | 2  | 1  | 0 | —  | — | 2  | 0 | 15  | 2  |
| 2020/21            | Borussia Dortmund   | Bundesliga         | 28  | 1  | 5  | 1 | —  | — | 6  | 0 | 40  | 2  |
| 2021/22            | Borussia Dortmund   | Bundesliga         | 24  | 5  | 1  | 0 | —  | — | 3  | 0 | 28  | 5  |
| 2022/23            | Borussia Dortmund   | Bundesliga         | 27  | 2  | 4  | 1 | —  | — | 7  | 0 | 38  | 3  |
| 2023/24            | Borussia Dortmund   | Bundesliga         | 25  | 2  | 2  | 0 | —  | — | 11 | 0 | 38  | 2  |
| 2024/25            | Borussia Dortmund   | Bundesliga         | 31  | 3  | 2  | 1 | —  | — | 12 | 2 | 45  | 6  |
| Ogólnie w karierze | Ogólnie w karierze  | Ogólnie w karierze | 363 | 36 | 31 | 4 | 14 | 0 | 81 | 6 | 492 | 46 |

## Sukcesy

### Bayern Monachium
- Mistrzostwo Niemiec: 2012/13
- Puchar Niemiec: 2012/13
- Superpuchar Niemiec: 2012
- Liga Mistrzów: 2012/13

### Liverpool
- Finalista Pucharu Ligi Angielskiej: 2015/16
- Finalista Ligi Mistrzów: 2017/18
- Finalista Ligi Europy: 2015/16

### Juventus
- Mistrzostwo Włoch: 2018/19, 2019/20
- Superpuchar Włoch: 2018

### Borussia Dortmund
- Puchar Niemiec: 2020/21

### Niemcy
- Puchar Konfederacji: 2017
- 2. miejsce na Mistrzostwach Europy U-17: 2011
- 3. miejsce na Mistrzostwach Świata U-17: 2011